# カフェ・ベローチェ

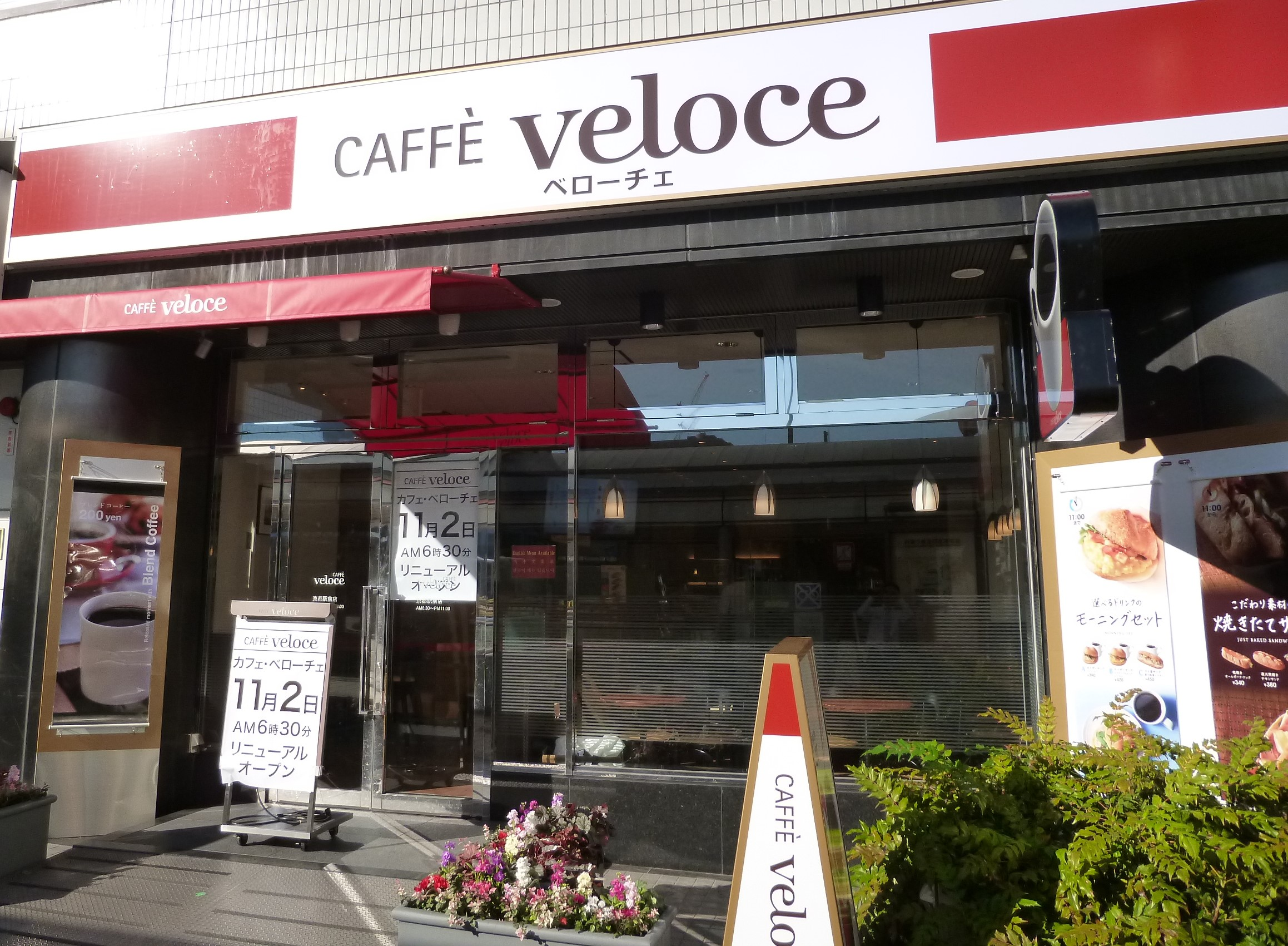
カフェ・ベローチェの店舗

カフェ・ベローチェ (CAFFÈ veloce) は、C-United株式会社が運営するセルフサービス形式のコーヒーショップの店舗ブランド。かつては株式会社シャノアールが運営していた。
過去の運営会社についてはシャノアール (コーヒーチェーン)#株式会社シャノアールを、現在の運営会社についてはC-Unitedを参照。

## 概要
店名の「ベローチェ」はイタリア語で「迅速」を意味し、スピーディーなサービス提供を目指して全店舗直営であったが、2025年02月14日にフランチャイズ展開することを発表した。出店開始当初の店舗は、効率を重視したレイアウトでハイチェアを配した小型店が多かったが、その後は座席スペースをゆったり取った比較的大規模な店舗も増えた。一部店舗ではソファも配置している。
メニューはコーヒーを中心としたドリンクのほか、サンドイッチなどを店内調理し、焼き菓子やデニッシュ、ケーキなどのフードメニューを揃える。商品はシャノアールに比べて低価格に設定されている。ブレンドコーヒーなどを提供するマグカップは2003年4月からカフェ・ベローチェに導入された。エスプレッソ系ドリンクは全自動マシンではなく一杯ずつミルクをスチーミングしフォームドミルクを作り販売している。一部でエスプレッソとエスプレッソ系ドリンク（カフェラテ、カフェモカ）を取り扱っていない店舗もある。
2003年にシンガーソングライターの谷村新司がラジオ番組でカフェ・ベローチェのメロンパンを取り上げたことから話題となったが、現在は当時の商品は取り扱っていない。
2018年8月現在、全国に172店舗を展開している。2018年8月現在、約9割の店舗で喫煙が可能となっている。喫煙席と禁煙席はパーティションで仕切られているが、禁煙席にタバコの煙が届くこともある。